# Ben Davies
Benjamin Thomas Davies, född 24 april 1993 i Neath, är en walesisk professionell fotbollsspelare som spelar för Tottenham Hotspur i Premier League.

## Klubbkarriär
Efter att ha tillbringat tid i Swansea Citys ungdomsled och tecknat ett nytt tvåårskontrakt med klubben, gjorde Davies sin a-lagsdebut debut den 25 augusti 2012 när han byttes in i den 84:e minuten i en match mot West Ham. Davies förekom regelbundet i Swanseas startelva under säsongen 2012/2013 efter en långvarig skada på förstavalet Neil Taylor.
Den 23 november 2012 tecknade Davies ett nytt 3,5-års-kontrakt med Swansea. Den 19 januari 2013 gjorde Davies sitt första mål för Swansea i en 3-1-seger mot Stoke City. Med det målet blev han Swanseas yngste målskytt någonsin i Premier League. I september 2013 gjorde han sitt andra och tredje Premier League-mål för Swansea, mot West Brom respektive Arsenal.
Den 24 december 2013 signerade Davies en ettårig förlängning med Swansea, vilket gör honom kontrakterad av klubben till juni 2017. Den 23 juli 2014 signerade Davies ett femårigt avtal med  Tottenham Hotspur för en ej angiven övergångssumma.

## Landslagskarriär
I september 2012 togs Davies ut i Wales trupp till VM-kvalet 2014. Han ersatte klubbkamraten Neil Taylor som hade drabbats av en allvarlig skada i en Premier League-match mot Sunderland. Han gjorde sin landslagsdebut den 12 oktober 2012 i en 2-1-seger mot Skottland.

## Spelarstatistik
Uppdaterad 12 maj 2019
| Lag               | Säsong         | Division       | Liga    | Liga | FA-cupen | FA-cupen | Ligacupen | Ligacupen | Europaspel | Europaspel | Totalt  | Totalt |
| Lag               | Säsong         | Division       | Matcher | Mål  | Matcher  | Mål      | Matcher   | Mål       | Matcher    | Mål        | Matcher | Mål    |
| ----------------- | -------------- | -------------- | ------- | ---- | -------- | -------- | --------- | --------- | ---------- | ---------- | ------- | ------ |
| Swansea City      | 2012–13        | Premier League | 37      | 1    | 1        | 0        | 6         | 0         | 0          | 0          | 44      | 1      |
| Swansea City      | 2013–14        | Premier League | 34      | 2    | 0        | 0        | 0         | 0         | 7          | 0          | 41      | 2      |
| Tottenham Hotspur | 2014–15        | Premier League | 14      | 0    | 2        | 0        | 4         | 0         | 9          | 0          | 29      | 0      |
| Tottenham Hotspur | 2015–16        | Premier League | 17      | 0    | 2        | 0        | 0         | 0         | 8          | 0          | 27      | 0      |
| Tottenham Hotspur | 2016–17        | Premier League | 23      | 1    | 4        | 1        | 2         | 0         | 5          | 0          | 34      | 2      |
| Tottenham Hotspur | 2017–18        | Premier League | 29      | 2    | 3        | 0        | 1         | 0         | 5          | 0          | 38      | 2      |
| Tottenham Hotspur | 2018–19        | Premier League | 27      | 0    | 1        | 0        | 3         | 0         | 9          | 0          | 40      | 0      |
| Karriär totalt    | Karriär totalt | Karriär totalt | 182     | 6    | 13       | 1        | 16        | 0         | 43         | 0          | 253     | 7      |

## Meriter
Swansea City
- Engelska Ligacupen: 2012–13